# Saison 2014 de l'équipe cycliste NetApp-Endura

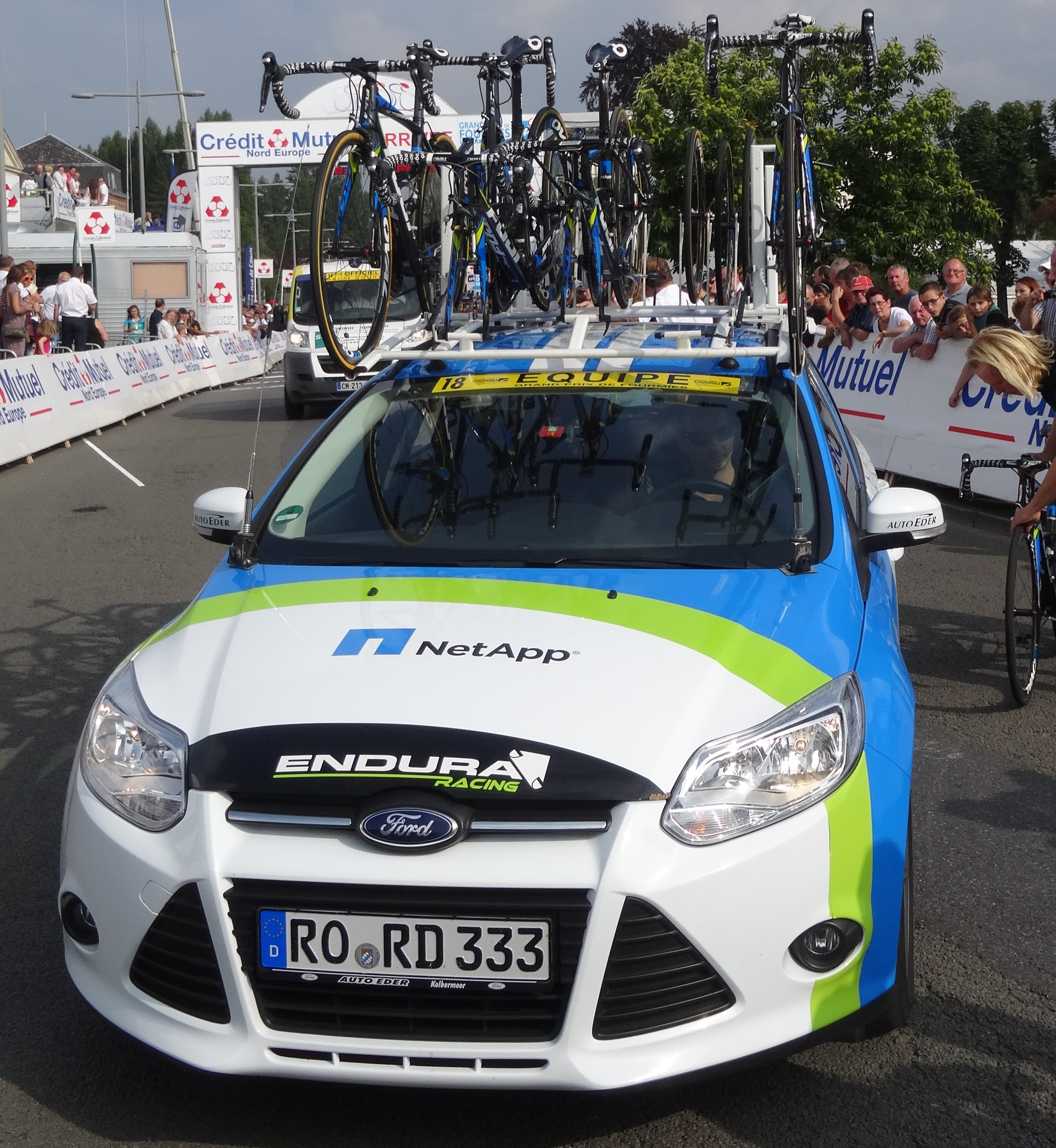
Une voiture lors du Grand Prix de Fourmies 2014.

La saison 2014 de l'équipe cycliste NetApp-Endura est la cinquième de cette équipe.

## Préparation de la saison 2014

### Sponsors et financement de l'équipe
L'équipe utilise des vélos de la marque Fuji.

### Arrivées et départs
| Arrivées         | Équipe 2013           |
| ---------------- | --------------------- |
| Sam Bennett      | An Post-ChainReaction |
| Tiago Machado    | RadioShack-Leopard    |
| František Padour | Bauknecht-Author      |

| Départs              | Équipe 2014            |
| -------------------- | ---------------------- |
| Russell Downing      | NFTO                   |
| Markus Eichler       | Stölting               |
| Roger Kluge          | IAM                    |
| Alexander Wetterhall | Firefighters Upsala CK |

## Coureurs et encadrement technique

### Effectif

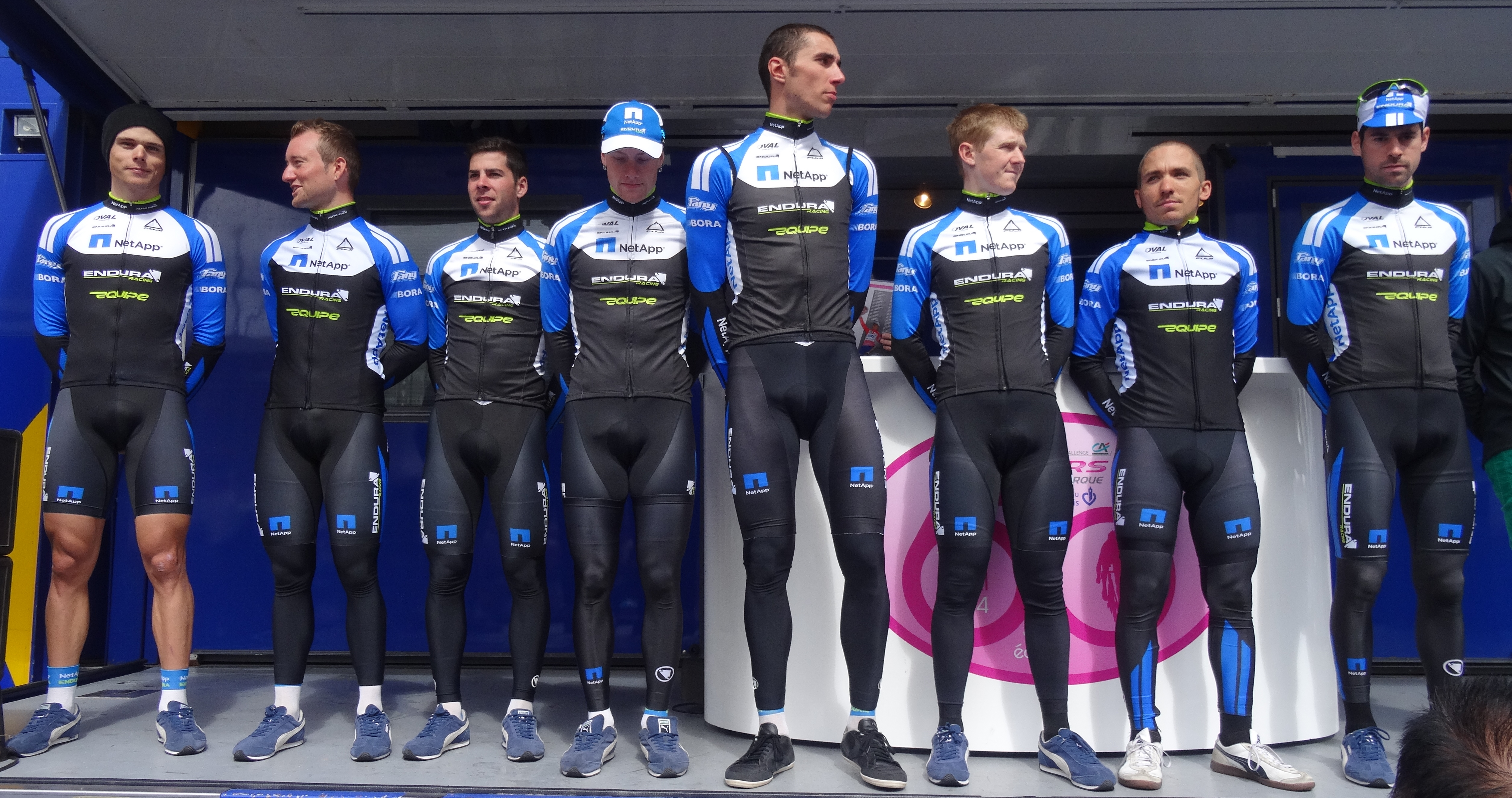
Daniel Schorn, Ralf Matzka, Michael Schwarzmann, Sam Bennett, Blaž Jarc, Erick Rowsell, Cesare Benedetti et Jonathan McEvoy lors des Quatre Jours de Dunkerque 2014.

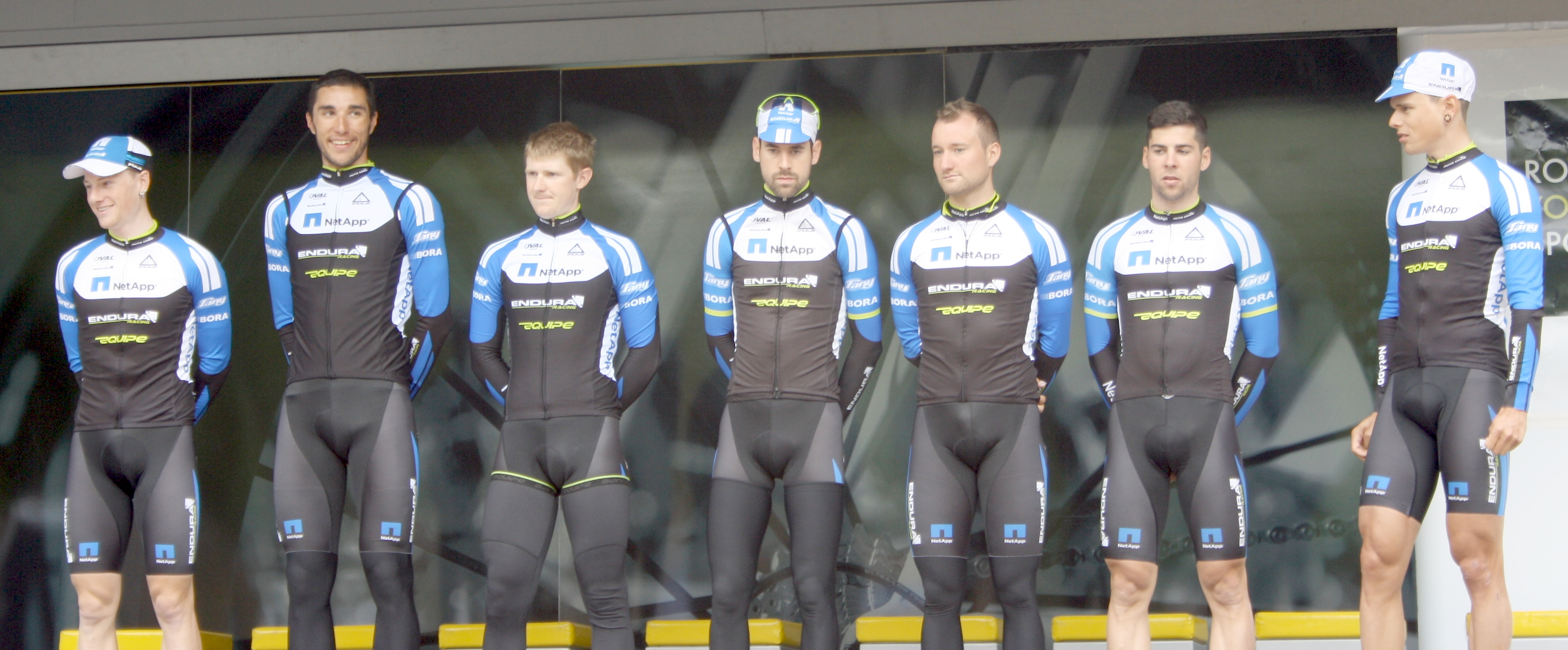
L'équipe lors de la World Ports Classic 2014.

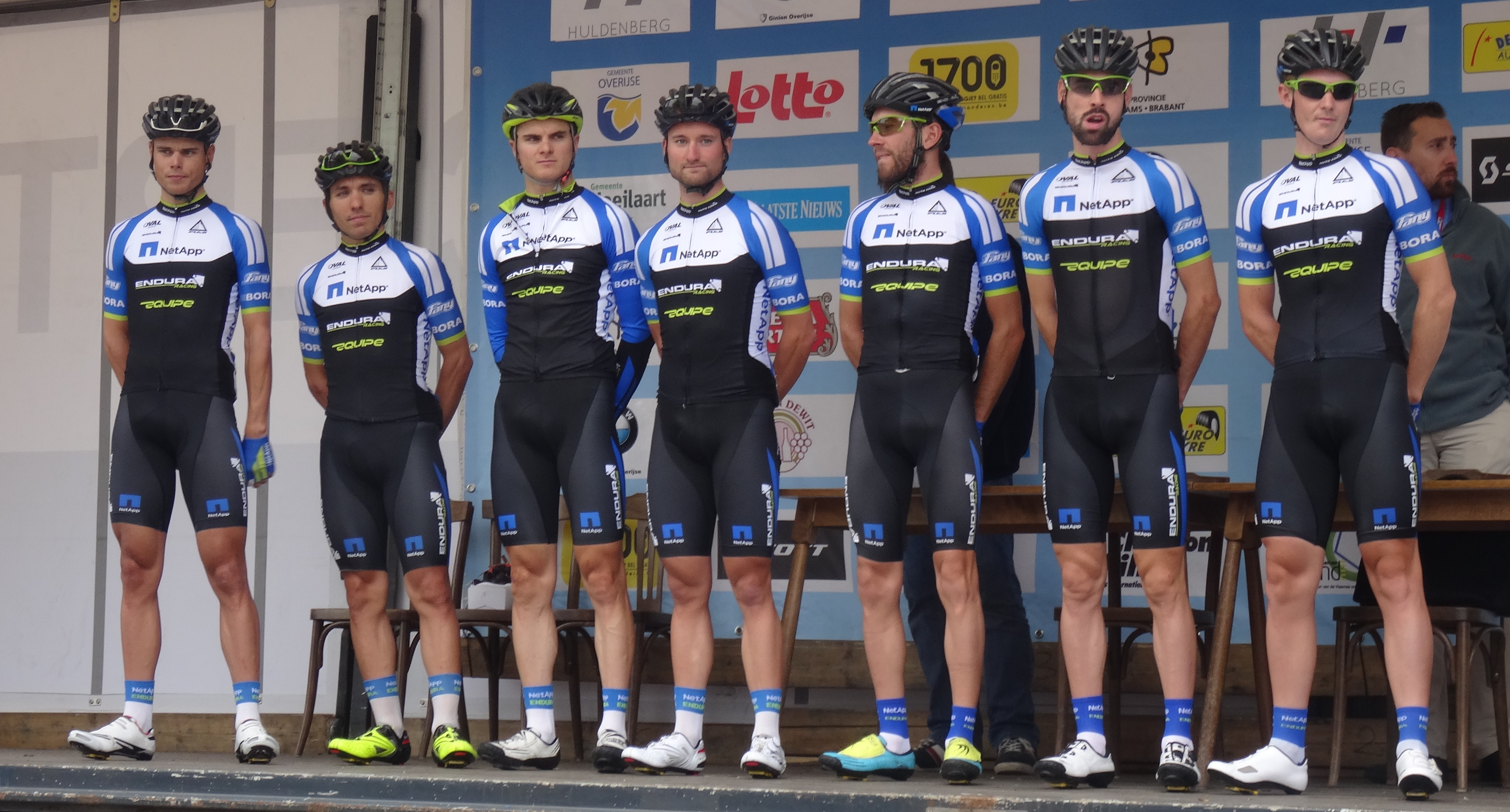
L'équipe lors de la Druivenkoers Overijse 2014.

| Cycliste            | Date de naissance | Nationalité | Équipe 2013              |
| ------------------- | ----------------- | ----------- | ------------------------ |
| Jan Bárta           | 7 février 1984    | Tchéquie    | NetApp-Endura            |
| Cesare Benedetti    | 3 août 1987       | Italie      | NetApp-Endura            |
| Sam Bennett         | 14 octobre 1990   | Irlande     | An Post-ChainReaction    |
| Iker Camaño         | 14 mars 1979      | Espagne     | NetApp-Endura            |
| David de la Cruz    | 6 mars 1989       | Espagne     | NetApp-Endura            |
| Zakkari Dempster    | 27 septembre 1987 | Australie   | NetApp-Endura            |
| Bartosz Huzarski    | 27 octobre 1980   | Pologne     | NetApp-Endura            |
| Blaž Jarc           | 17 juillet 1988   | Slovénie    | NetApp-Endura            |
| Leopold König       | 15 novembre 1987  | Tchéquie    | NetApp-Endura            |
| Tiago Machado       | 18 octobre 1985   | Portugal    | RadioShack-Leopard       |
| Ralf Matzka         | 24 août 1989      | Allemagne   | NetApp-Endura            |
| Jonathan McEvoy     | 2 août 1989       | Royaume-Uni | NetApp-Endura            |
| José Mendes         | 24 avril 1985     | Portugal    | NetApp-Endura            |
| František Padour    | 18 janvier 1988   | Tchéquie    | Bauknecht-Author         |
| Erick Rowsell       | 29 juillet 1990   | Royaume-Uni | NetApp-Endura            |
| Andreas Schillinger | 13 juillet 1983   | Allemagne   | NetApp-Endura            |
| Daniel Schorn       | 21 octobre 1988   | Autriche    | NetApp-Endura            |
| Michael Schwarzmann | 7 janvier 1991    | Allemagne   | NetApp-Endura            |
| Scott Thwaites      | 12 février 1990   | Royaume-Uni | NetApp-Endura            |
| Paul Voss           | 26 mars 1986      | Allemagne   | NetApp-Endura            |
| Stagiaire           | Date de naissance | Nationalité | Équipe 2014              |
| Patrick Konrad      | 13 octobre 1991   | Autriche    | Gourmetfein Simplon Wels |
| Alexander Krieger   | 28 novembre 1991  | Allemagne   | Stuttgart                |
| Gregor Mühlberger   | 4 avril 1994      | Autriche    | Tirol                    |

Portraits
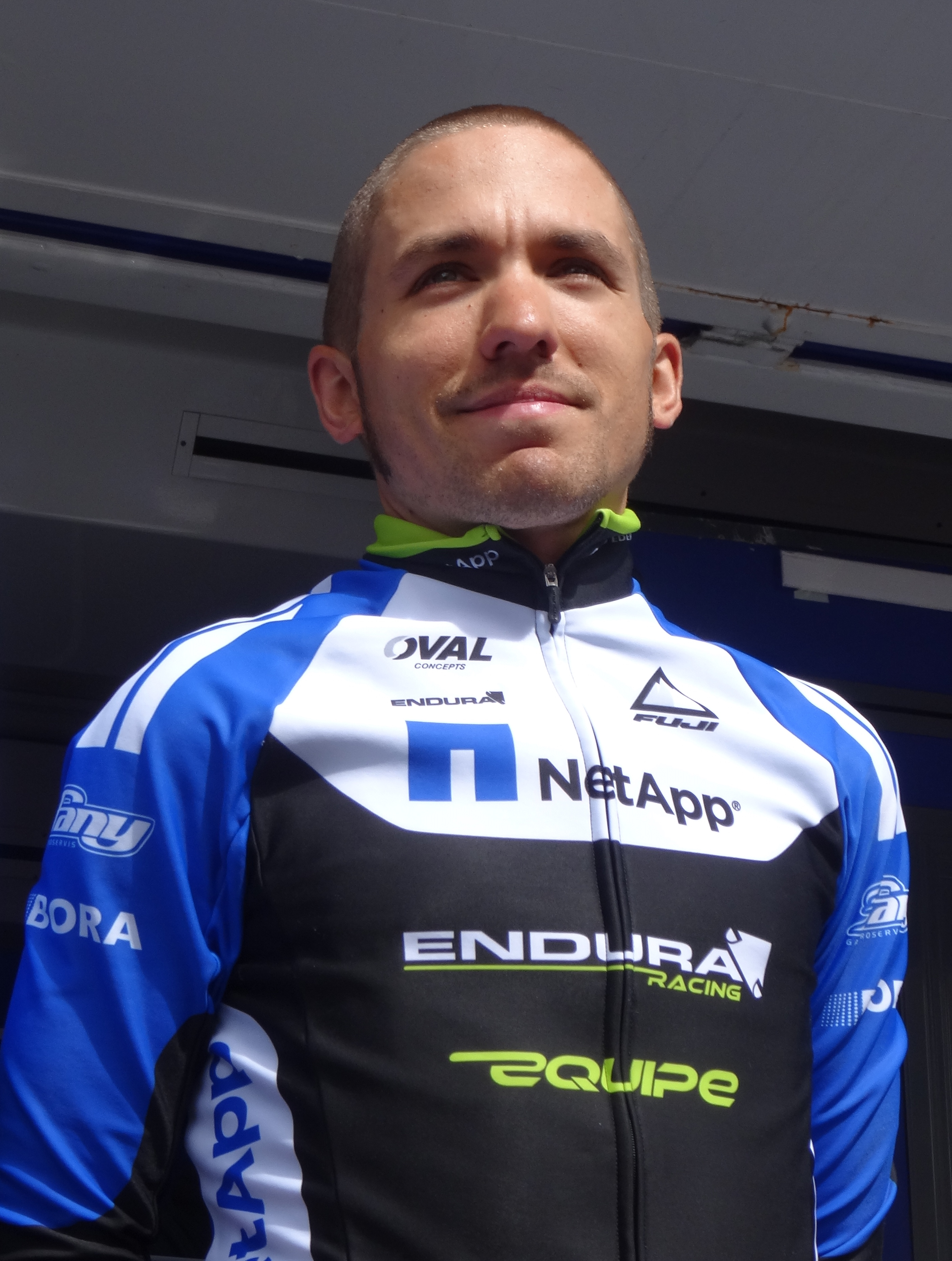
Cesare Benedetti.
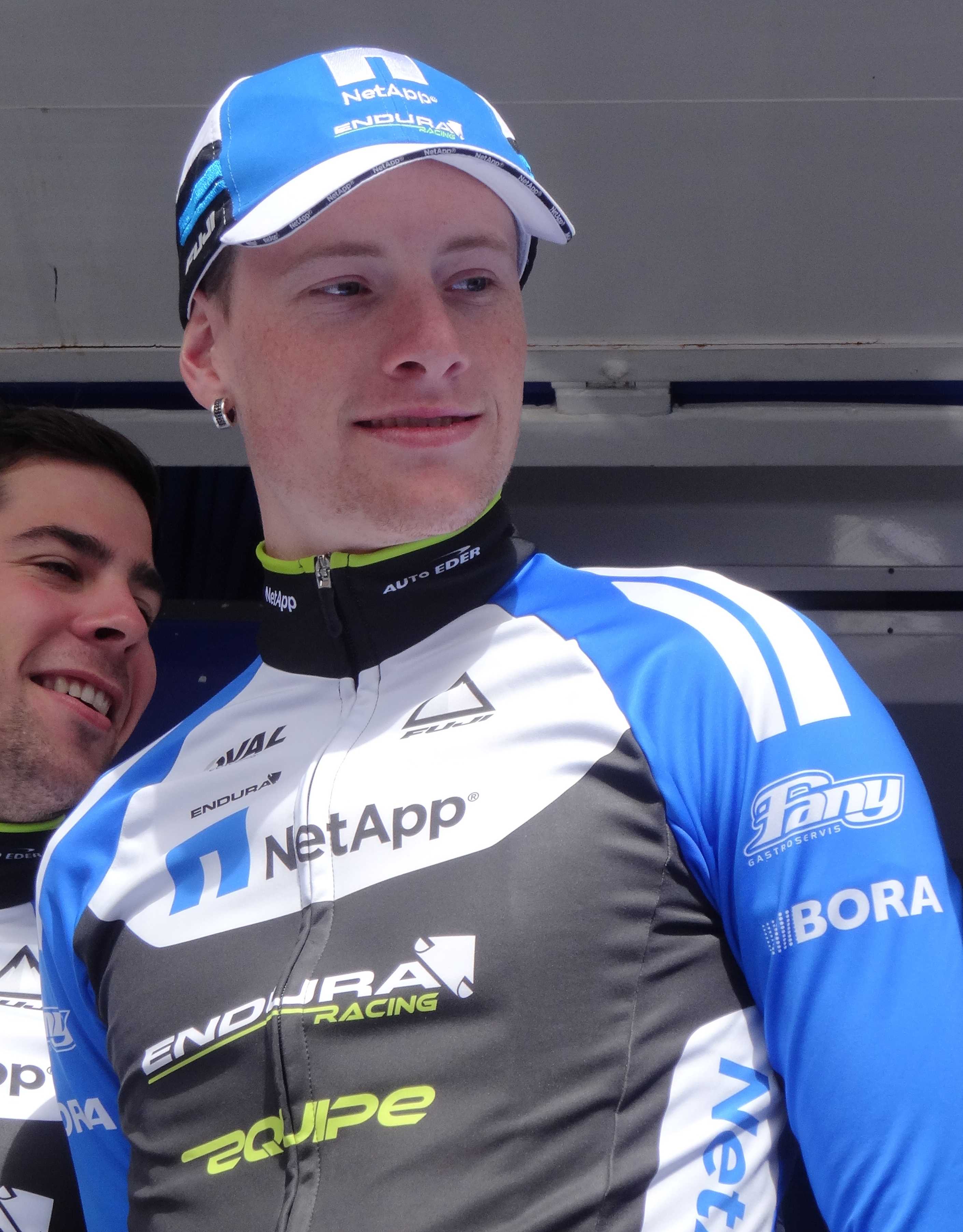
Sam Bennett.
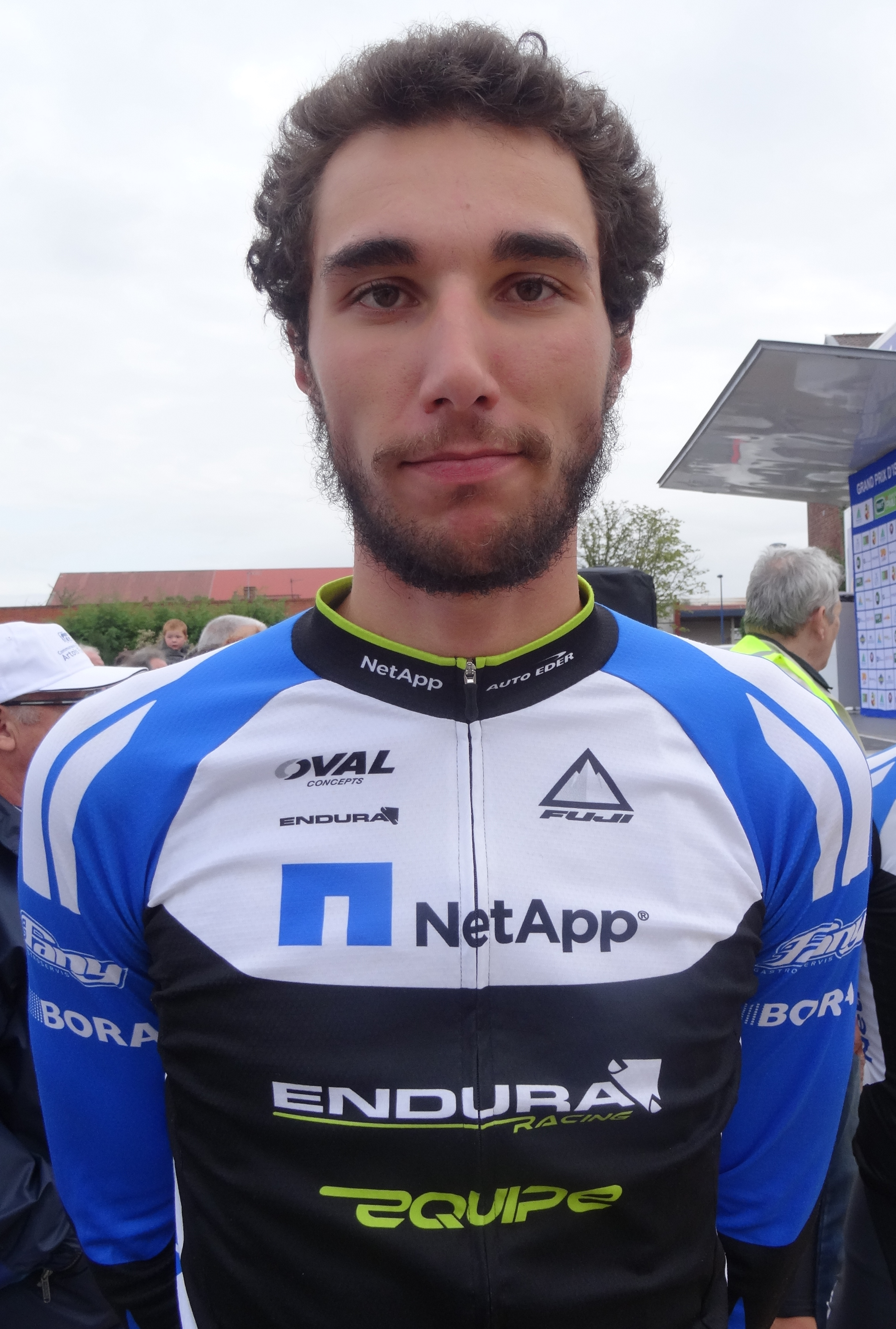
Blaž Jarc.
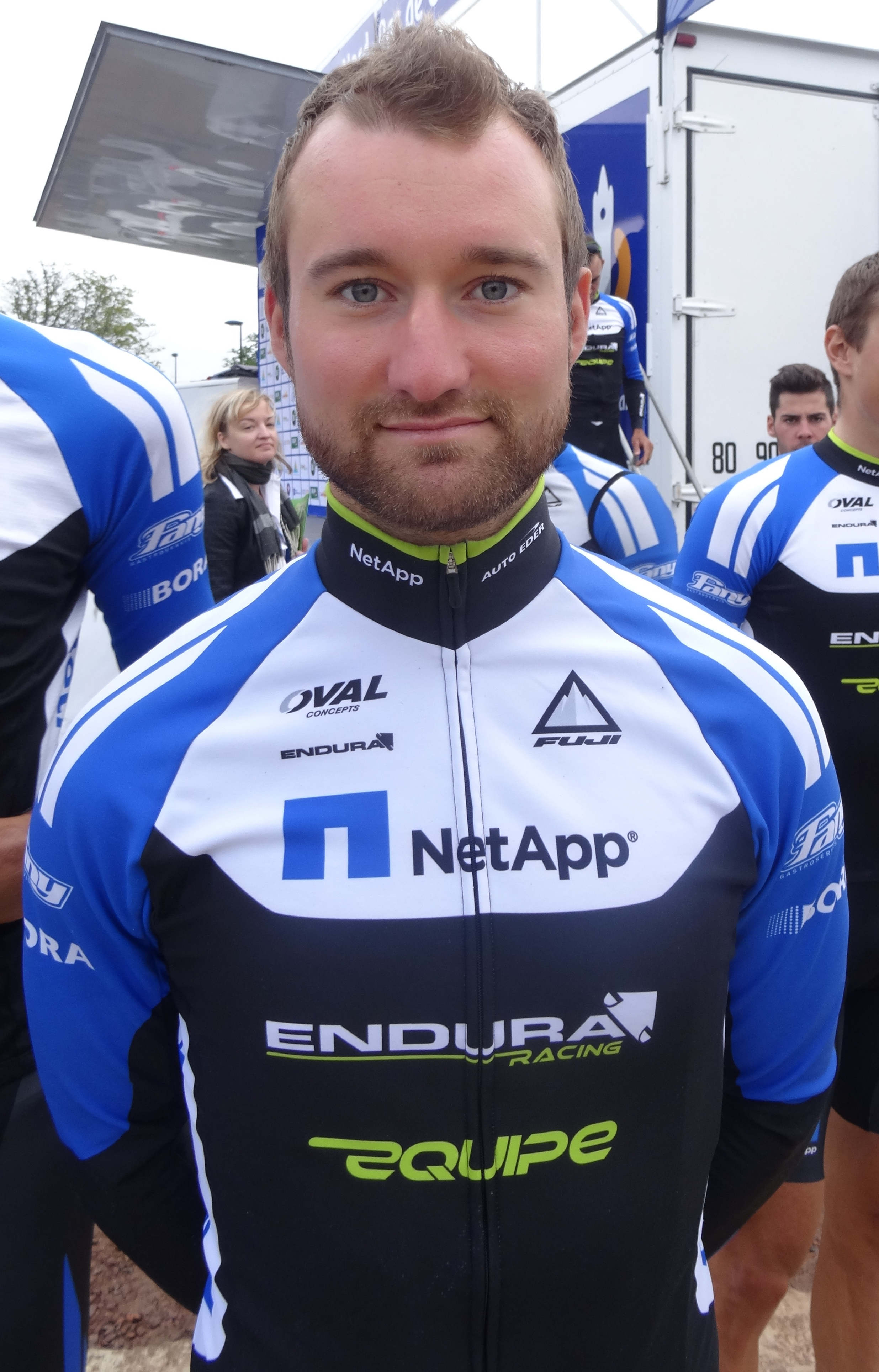
Ralf Matzka.
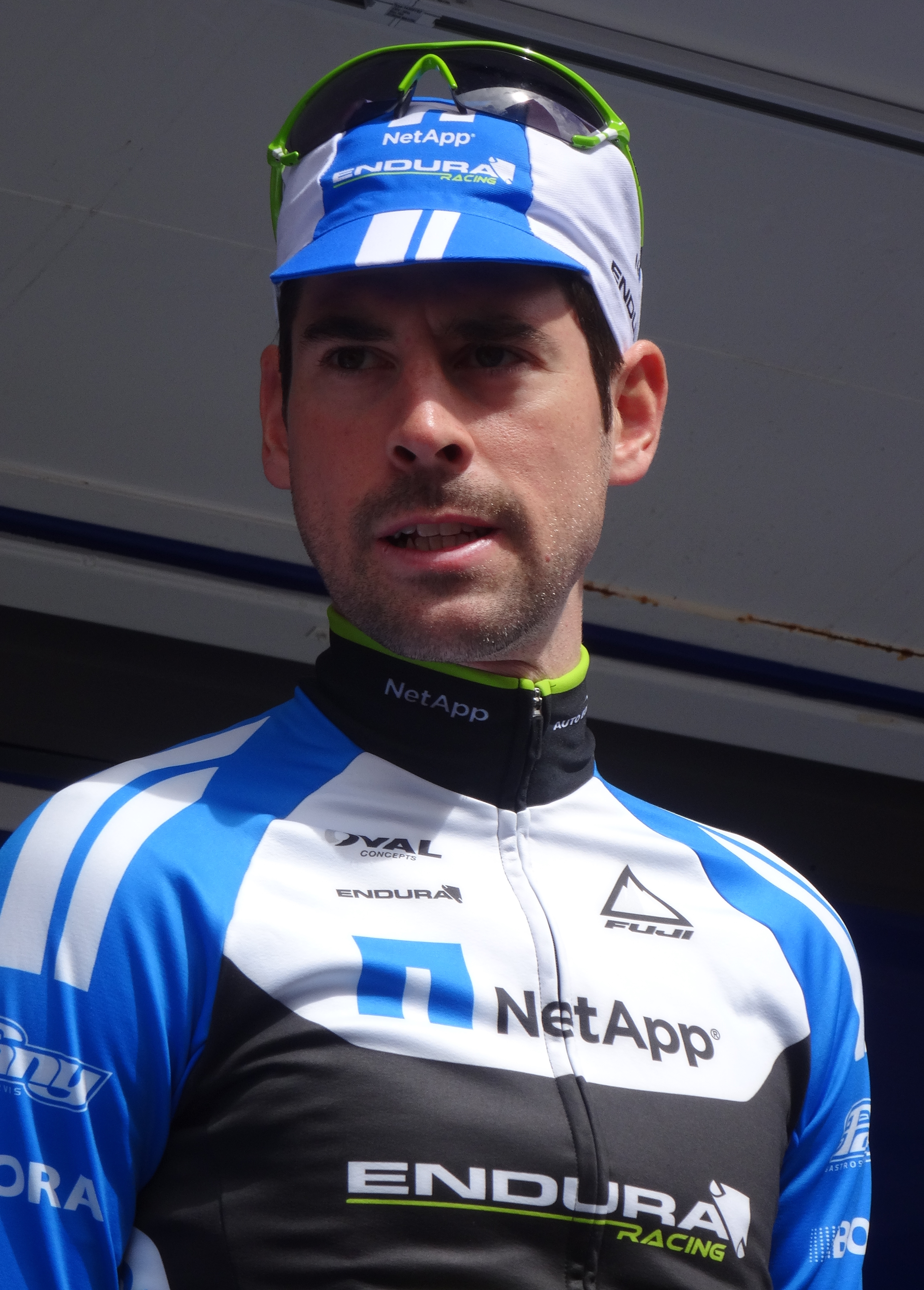
Jonathan McEvoy.
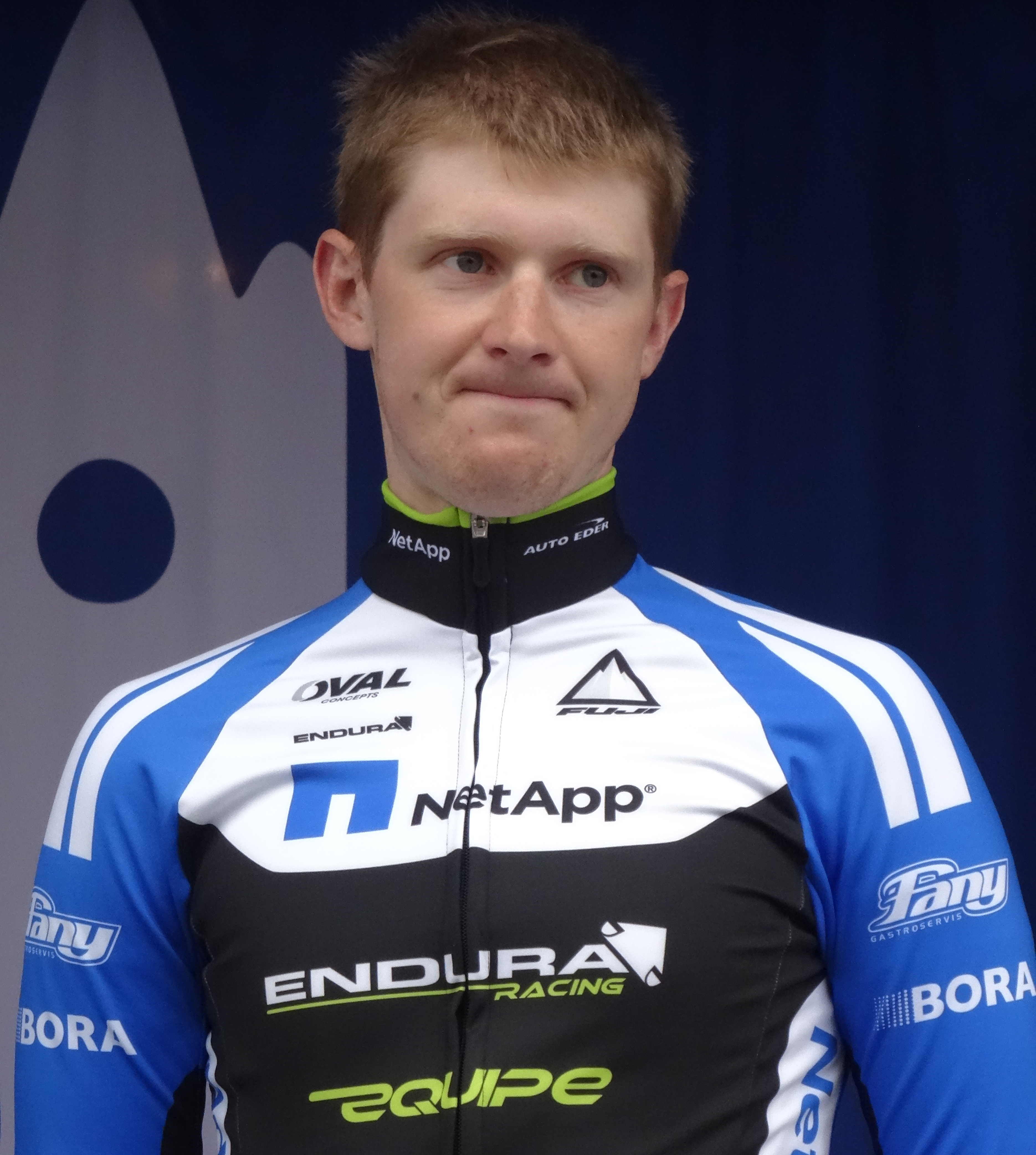
Erick Rowsell.
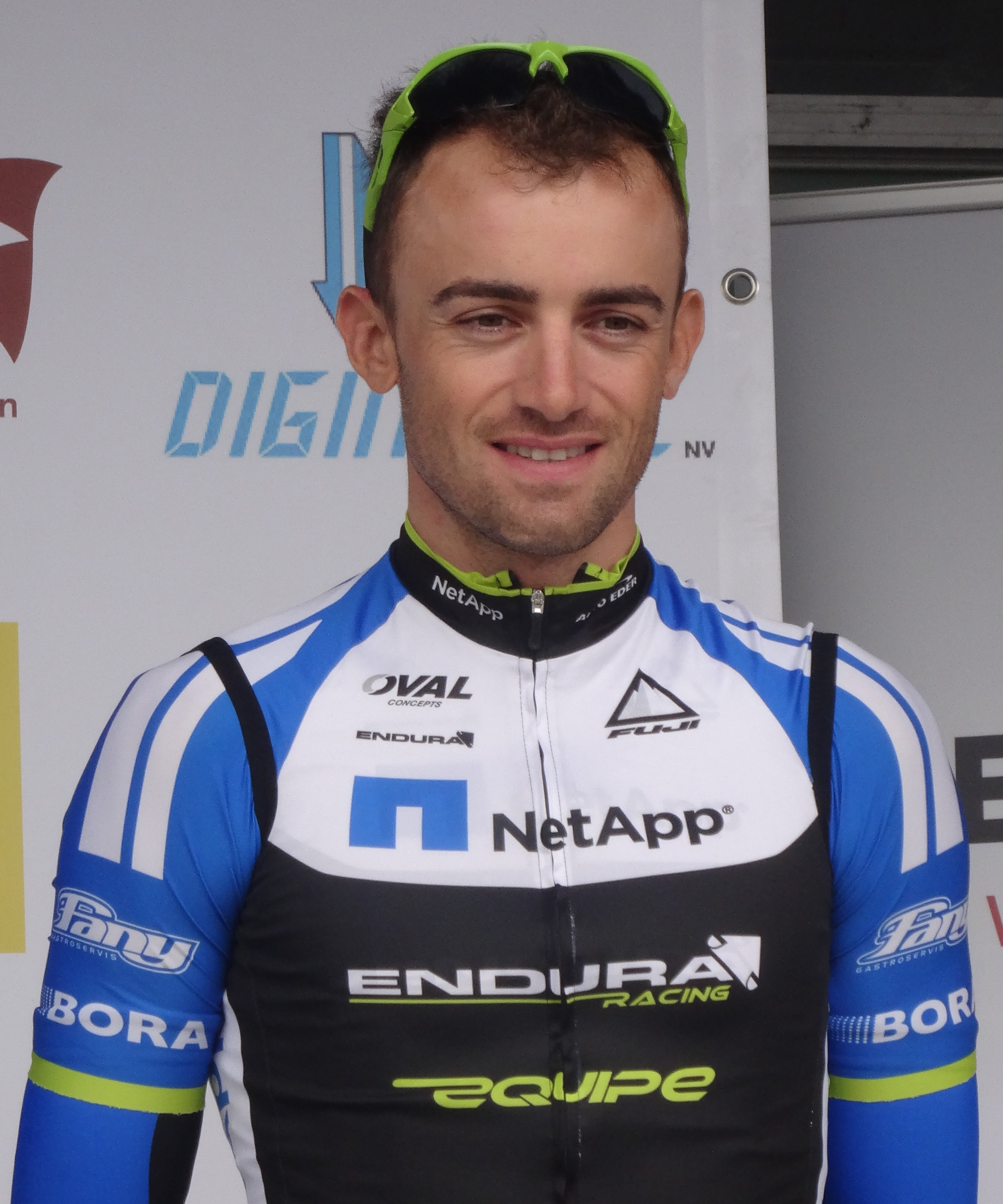
Andreas Schillinger.
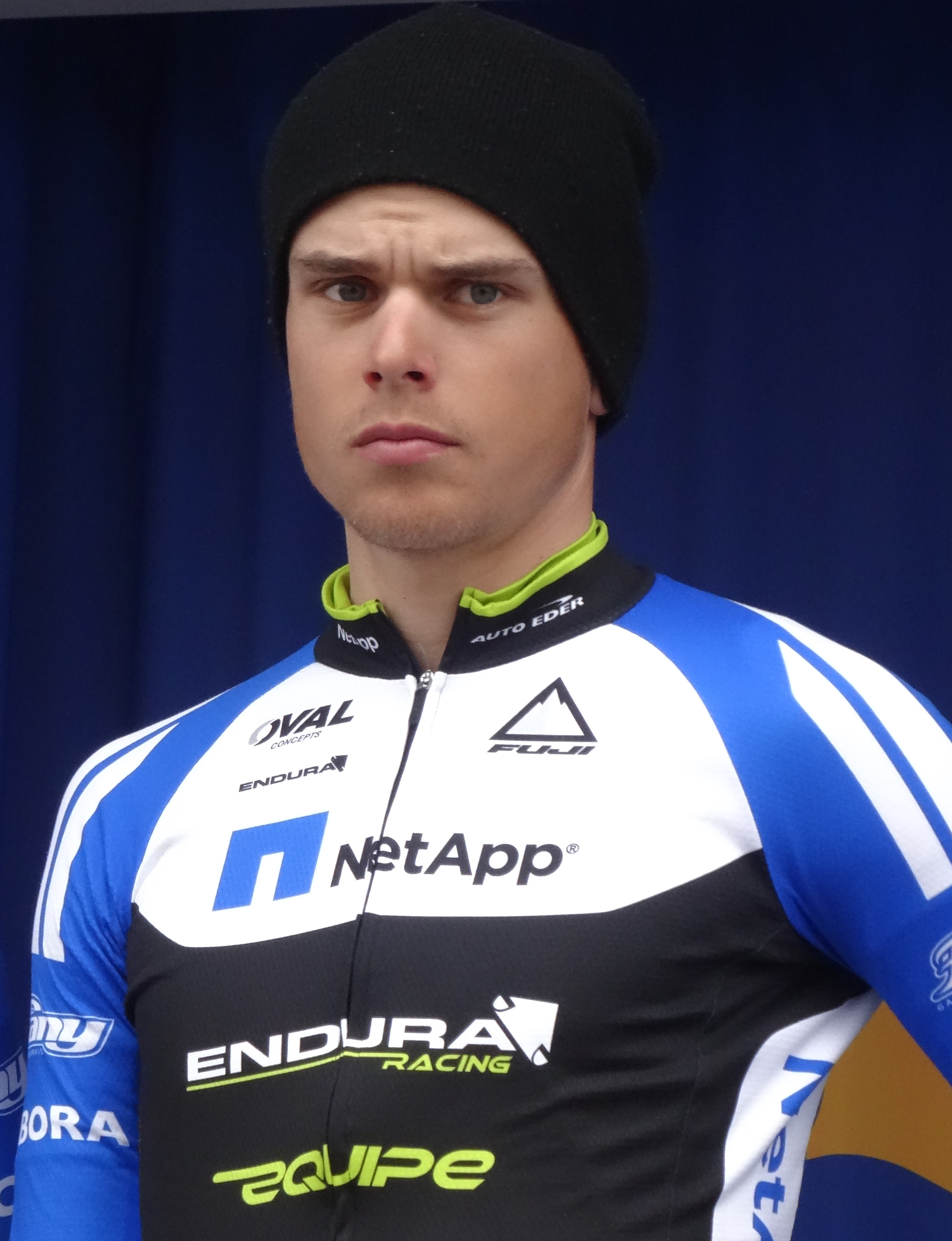
Daniel Schorn.
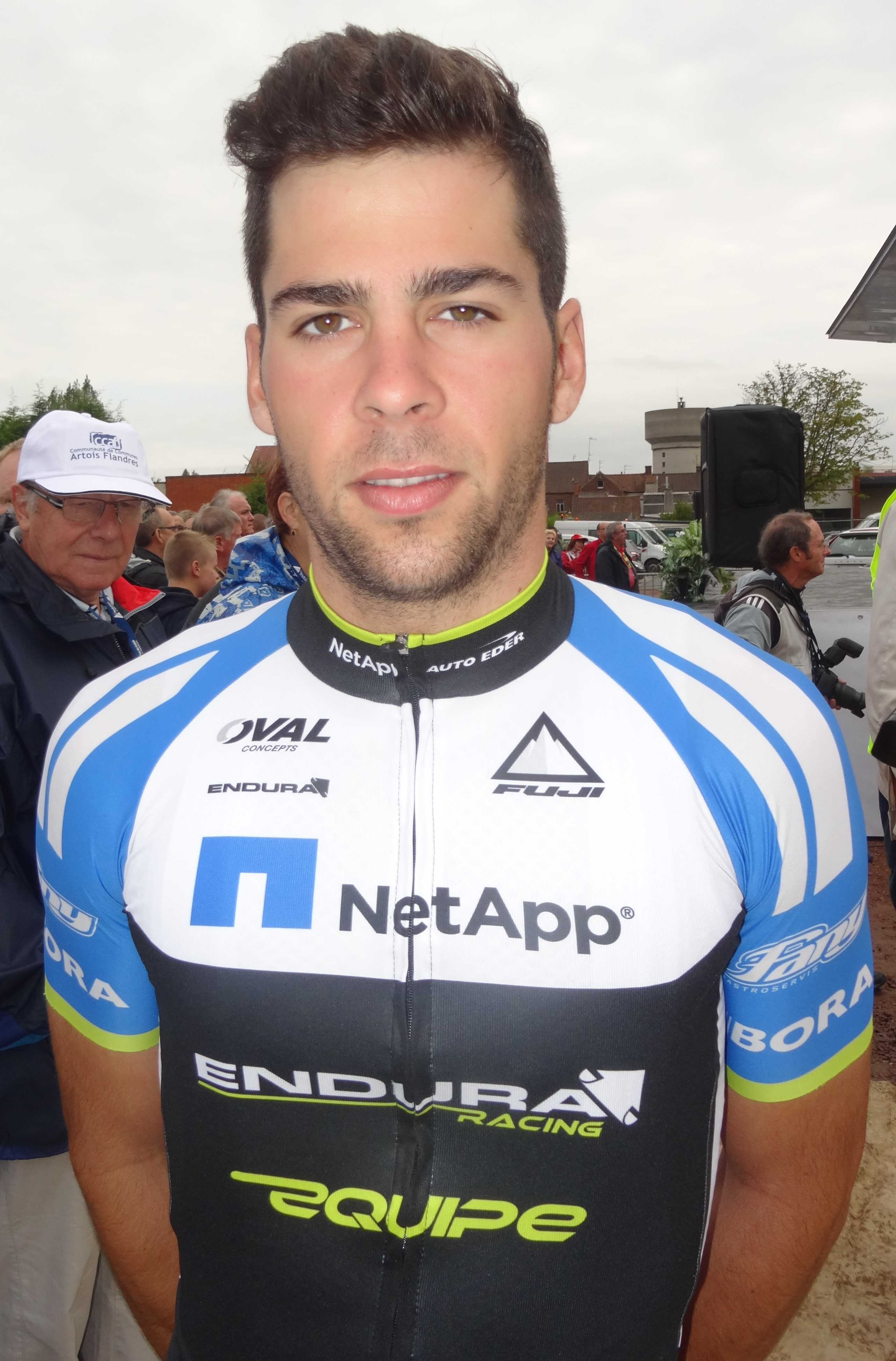
Michael Schwarzmann.

## Bilan de la saison

### Victoires
| Date       | Course                                                | Pays      | Classe | Vainqueur     |
| ---------- | ----------------------------------------------------- | --------- | ------ | ------------- |
| 02/03/2014 | Clásica de Almería                                    | Espagne   | 1.1    | Sam Bennett   |
| 21/04/2014 | Tour de Cologne                                       | Allemagne | 1.1    | Sam Bennett   |
| 01/06/2014 | 5e étape du Tour de Bavière                           | Allemagne | 2.HC   | Sam Bennett   |
| 22/06/2014 | Classement général du Tour de Slovénie                | Slovénie  | 2.1    | Tiago Machado |
| 26/06/2014 | Championnat de République tchèque du contre-la-montre | Tchéquie  | CN     | Jan Bárta     |

### Résultats sur les courses majeures
Les tableaux suivants représentent les résultats de l'équipe dans les principales courses du calendrier international dans lesquelles l'équipe bénéficie d'une invitation (les cinq classiques majeures et le Tour de France). Pour chaque épreuve est indiqué le meilleur coureur de l'équipe, son classement ainsi que les accessits glanés par NetApp-Endura sur les courses de trois semaines.

#### Classiques
| Classique            | Milan-San Remo         | Tour des Flandres | Paris-Roubaix          | Liège-Bastogne-Liège | Tour de Lombardie   |
| -------------------- | ---------------------- | ----------------- | ---------------------- | -------------------- | ------------------- |
| Coureur (classement) | Cesare Benedetti (67e) | Jan Bárta (31e)   | Zakkari Dempster (56e) | Tiago Machado (17e)  | Tiago Machado (18e) |

#### Grands tours
| Grand tour           | Tour d'Italie | Tour de France     | Tour d'Espagne |
| -------------------- | ------------- | ------------------ | -------------- |
| Coureur (classement) | Non invitée   | Leopold König (7e) | Non invitée    |
| Accessits            | -             | -                  | -              |

### Classements UCI

#### UCI America Tour
L'équipe NetApp-Endura termine à la 12e place de l'America Tour avec 112 points. Ce total est obtenu par l'addition des points des huit meilleurs coureurs de l'équipe au classement individuel, cependant seuls sept coureurs sont classés,.
| Rang | Coureur          | Points |
| ---- | ---------------- | ------ |
| 61   | Tiago Machado    | 48     |
| 133  | David de la Cruz | 22     |
| 148  | Bartosz Huzarski | 19     |
| 252  | Zakkari Dempster | 9      |
| 342  | José Mendes      | 6      |
| 356  | Jonathan McEvoy  | 5      |
| 402  | František Padour | 3      |

#### UCI Asia Tour
L'équipe NetApp-Endura termine à la 31e place de l'Asia Tour avec 99 points. Ce total est obtenu par l'addition des points des huit meilleurs coureurs de l'équipe au classement individuel, cependant seuls sept coureurs sont classés,.
| Rang | Coureur             | Points |
| ---- | ------------------- | ------ |
| 136  | Daniel Schorn       | 29     |
| 139  | František Padour    | 27     |
| 169  | Sam Bennett         | 20     |
| 286  | Cesare Benedetti    | 9      |
| 312  | Blaž Jarc           | 8      |
| 388  | Michael Schwarzmann | 4      |
| 427  | Zakkari Dempster    | 2      |

#### UCI Europe Tour
L'équipe NetApp-Endura termine à la 9e place de l'Europe Tour avec 1 000,6 points. Ce total est obtenu par l'addition des points des huit meilleurs coureurs de l'équipe au classement individuel,.
| Rang  | Coureur             | Points |
| ----- | ------------------- | ------ |
| 11    | Sam Bennett         | 312    |
| 15    | Tiago Machado       | 273,8  |
| 110   | Jan Bárta           | 107    |
| 143   | Scott Thwaites      | 89     |
| 147   | Daniel Schorn       | 87     |
| 288   | Ralf Matzka         | 48     |
| 292   | Leopold König       | 46,8   |
| 367   | Paul Voss           | 37     |
| 510   | Erick Rowsell       | 20     |
| 613   | José Mendes         | 14,8   |
| 720   | David de la Cruz    | 10,8   |
| 774   | Blaž Jarc           | 9      |
| 926   | Andreas Schillinger | 5      |
| 962   | Cesare Benedetti    | 4,8    |
| 1 023 | Michael Schwarzmann | 3      |
| 1 032 | Bartosz Huzarski    | 2,8    |
| 1 032 | Iker Camaño         | 2,8    |

#### UCI Oceania Tour
L'équipe NetApp-Endura termine à la 11e place de l'Oceania Tour avec 2 points. Ce total est obtenu par l'addition des points des huit meilleurs coureurs de l'équipe au classement individuel, cependant seul un coureur est classé,.
| Rang | Coureur          | Points |
| ---- | ---------------- | ------ |
| 49   | Zakkari Dempster | 2      |